# یواس‌اس هوپ (ای‌اچ-۷)
یواس‌اس هوپ (ای‌اچ-۷) (به انگلیسی: USS Hope (AH-7)) یک کشتی بود که طول آن ۴۱۹ فوت ۹ اینچ (۱۲۷٫۹۴ متر) بود. این کشتی در سال ۱۹۴۳ ساخته شد.